# 8799 Barnouin
8799 Barnouin è un asteroide della fascia principale. Scoperto nel 1981, presenta un'orbita caratterizzata da un semiasse maggiore pari a 2,5750277 UA e da un'eccentricità di 0,1303249, inclinata di 4,36046° rispetto all'eclittica.